# Podatek od wartości gruntu
Podatek od wartości gruntu (ang. Land Value Tax – LVT, również Site Valuation Tax – SVT) – podatek typu ad valorem od samej ziemi. W przeciwieństwie do innych podatków od nieruchomości (takich jak podatek katastralny), podstawą opodatkowania jest tutaj wartość samego nieulepszonego gruntu, nie obejmuje więc wartości budynków, ruchomości, i innych ulepszeń.
Rozwiązanie to nazwano „podatkiem doskonałym”. O efektywności ekonomicznej podatku od wartości gruntu pisał już Adam Smith, jednak koncepcję spopularyzował Henry George. W bestsellerowej książce Postęp i nędza (1879) George argumentował, że ponieważ wartość gruntu wynika z jego lokalizacji – publicznego sąsiedztwa – renta ekonomiczna z użytkowania tej ziemi jest najbardziej logicznym źródłem dochodu publicznego. Podatek LVT ma charakter podatku progresywnego, ponieważ jego ciężaru nie ponoszą osoby nie posiadające gruntów, a jedynie właściciele ziemi, proporcjonalnie do potencjalnej rentowności swoich nieruchomości. Natura tego podatku i równowaga rynkowa sprzyjają temu, aby jego ciężar nie był przenoszony na najemców ani robotników, poprzez wyższy czynsz lub niższe wynagrodzenie. Podatek ten, podobnie do podatków Pigou, zwiększa efektywność rynku, gdyż sprawia, że koszt utrzymania zasobu zaczyna uwzględniać efekty zewnętrzne. Można go traktować jako przykład podatku ekologicznego, ponieważ zniechęca do marnotrawstwa ograniczonego zasobu naturalnego, jakim jest powierzchnia ziemi. Idea, że renta gruntowa pochodząca z natury powinna służyć społeczności oraz mogłaby zastąpić inne podatki, jest określana mianem georgizmu i jest ważną częścią filozofii geolibertariańskiej.
Podatek LVT jest obecnie stosowany m.in. w Danii, Estonii, Litwie, Rosji, Hongkongu, Singapurze, oraz na Tajwanie. Obowiązuje także lokalnie w niektórych regionach Australii (Nowej Południowej Walii) oraz Stanów Zjednoczonych (Pensylwanii).

## Skutki gospodarcze
Wartość gruntu (z pominięciem ulepszeń) wynika bezpośrednio z dochodu – renty ekonomicznej – jaką ma on potencjał przynieść, która z kolei wynika ze sprzyjających właściwości otoczenia. Rynkowe oszacowanie wysokości tej możliwej renty decyduje o wolnorynkowej cenie ziemi. Wprowadzenie podatku przechwytującego część tej renty prowadzi do relatywnej obniżki ceny ziemi, zwiększenia dostępności gruntów na rynku i zmniejszenia zjawiska pogoni za rentą. Chroni w ten sposób wspólny zasób, jakim jest naturalna powierzchnia gruntów, i zapewnia dochód na dalsze publiczne inwestycje w obszarze dobra publicznego.
Grunty, które są w danym momencie nieużywane lub używane poniżej swojego potencjału, po wprowadzeniu LVT tracą na rentowności, co zwiększa presję na efektywne wykorzystywanie i handel tym ograniczonym zasobem.

### Efektywność
Większość podatków (takich jak podatki dochodowe lub konsumpcyjne) zwiększa zniekształcenia ekonomiczne, poprzez oddalenie krańcowych zysków zachowań ekonomicznych od punktu równowagi rynkowej z krańcowymi kosztami, co tworzy zbędną stratę społeczną. Podatki, które polegają na kapitalizacji efektów zewnętrznych, takie jak LVT, są od tej zasady wyjątkiem – zmniejszają zniekształcenia i straty społeczne, ponieważ ujawniają w cenach rynkowych realne koszty i zyski z dóbr i zasobów publicznych (np. zewnętrzne korzyści z dobrze skomunikowanego i popularnego sąsiedztwa), które są w przeciwnym razie ukryte. Ponieważ podaż gruntu ma ograniczoną elastyczność, lokalne renty z gruntów zależą w przeważającym stopniu od popytu najemców, co redukuje zachęty do przenoszenia ciężaru podatku na najemców. Ważnym czynnikiem decydującym o efektywności tego podatku jest również fakt, że jest przypisany do konkretnego gruntu, którego nie można przenieść, przez co znacznie trudniej się przed nim uchylić niż przed innymi daninami.
Bezpośrednimi beneficjentami rozwoju lokalnego sąsiedztwa są jego faktyczni użytkownicy. Wzrost dóbr publicznych w danej okolicy (takich jak transport, bezpieczeństwo, szkolnictwo) przesuwa krzywą popytu najemców w prawo. Posiadacze ziemi, jeśli to inne osoby, zyskują na tym pośrednio, dzięki zwiększonej konkurencji cenowej wśród najemców. Wprowadzenie podatku od wartości gruntu w tym obszarze sprzyja temu, aby publiczne korzyści nie były koncentrowane i zawłaszczane przez posiadaczy ziemi, ale pozostawały w strefie publicznej.
LVT jest uzasadnione ekonomicznie, ponieważ nie zniechęca do pracy i konsumpcji ani oszczędności i inwestycji oraz unika tworzenia zbędnej straty społecznej. Optymalny podatek od wartości gruntu może mieć negatywną wartość straty społecznej – przynosi społeczną korzyść, bo prowadzi do efektywniejszego wykorzystywania zasobów gruntowych. Noblista William Vickrey napisał, że „zlikwidowanie większości podatków od działalności gospodarczej, łącznie z daninami od nieruchomości, pozostawiając tylko podatki odzwierciedlające krańcowy koszt dóbr publicznych właściwych dla konkretnego miejsca, i zastąpienie ich podatkami od wartości gruntu, znacząco podniosłoby wydajność ekonomiczną danej jurysdykcji.” Pozytywne teoretyczne efekty LVT na efektywność rynku obserwuje się praktycznie, w badaniach empirycznych.
Fred Foldvary zaobserwował, że podatek tego typu zachęca posiadaczy ziemi do podejmowania inwestycji lub odsprzedaży niewykorzystywanych gruntów. Jego zdaniem, ponieważ LVT zniechęca do spekulacji gruntami, podatek ten sprzyja rewitalizacji centrów miast i redukuje negatywne zjawisko eksurbanizacji. Ilustracją tego efektu jest Pensylwania, gdzie wprowadzenie LVT zmniejszyło liczbę opuszczonych budynków z ok. 4200 w 1982 do poniżej 500 w XX wieku. Wielu urbanistów uważa, że podatek od wartości gruntu jest efektywną metodą promocji nowoczesnego rozwoju miejskiego, opartego na transporcie publicznym.

### Bańki na rynku nieruchomości
Wysokie renty z posiadania ziemi mogą sprzyjać powstawaniu baniek spekulacyjnych na tym rynku, i przyczyniać się do cyklicznych recesji. Proponenci LVT uważają, że to rozwiązanie zniechęca do spekulacji tego typu i uwalnia kapitał dla bardziej produktywnych inwestycji.
Przy wysokiej stawce, LVT prowadzi do spadku wartości gruntów, ponieważ redukuje na tym rynku zjawisko pogoni za rentą. Wszystkie opisane wyżej czynniki skłaniają posiadaczy ziemi do politycznego oporu przed tym rozwiązaniem. Jest to prawdopodobne wyjaśnienie, dlaczego mimo przedstawianych przez ekonomistów zalet, podatek ten nie jest szeroko stosowany.

## Problemy praktyczne
Z wprowadzeniem podatku od wartości gruntu wiąże się kilka praktycznych problemów, w szczególności musi być on:
- Obliczany na sprawiedliwych zasadach
- Wprowadzany stopniowo i na odpowiedniej wysokości
- Ściągany z rzeczywistych właścicieli działki

### Wycena wartości ziemi
Sprawiedliwa wycena wartości działki może być w praktyce trudna. Było to częścią głównych historycznych argumentów przeciw LVT. Jednak współcześnie analiza ilościowa zagregowanych danych rynkowych i informacji finansowych w dużym stopniu rozwiązuje ten problem. Tego typu wycena, np. w postaci tzw. regresji hedonicznej, jest dziś powszechnie stosowana m.in. w przemyśle ubezpieczeniowym oraz na rynku nieruchomości. Po stworzeniu i uzgodnieniu wyceny pierwszych lokalnych punktów odniesienia, dalsze obliczenia statystyczne są już łatwiejsze.

### Wysokość podatku
Zdaniem części ekonomistów, dążenie do tego, aby LVT całkowicie zastąpił inne podatki, jak chciał George, jest nierealistyczne Podatek ten w praktyce, np. w Danii, pozostaje jedną z części ogólnego systemu podatkowego, i ma stawki rzędu ok. 2–3%. Według analizy warsztatowej Banku Światowego, efektywność podatku jest niższa, jeśli ze względów politycznych jego stawki są zbyt niskie i zróżnicowane, np. znacząco obniżone dla zastosowań mieszkalnych i rolnictwa. Również analiza empiryczna danych z Kanady i Rosji wskazuje na to, że zbyt duża swoboda samorządów w ustalaniu preferencyjnych stawek podatku dla wybranej klienteli niweluje efektywność i sprawiedliwość podatku.

### Ustalenie własności ziemi
W niektórych krajach LVT jest niepraktyczne, ponieważ brak tam systematycznych rejestrów własności gruntów lub prywatnej własności ziemi. Jest to sytuacja spotykana w wielu krajach rozwijających się. Zwolennicy podatku uważają, że jego zalety uzasadniają wprowadzenie takich rejestrów, na przykład pod groźbą przepadnięcia ziemi, do której nikt się nie przyznaje.

## Struktura zachęt

### Spekulacje
Posiadacz ziemi o wysokiej wartości w prosperującym położeniu jest dzięki LVT zniechęcany do traktowania gruntu jako pasywnego instrumentu spekulacyjnego. Podatek ten zachęca do produktywnego wykorzystywania tego ograniczonego zasobu.

### Obciążenie
Cena dobra o niskiej elastyczności podaży, takiego jak ziemia, spada pod wpływem opodatkowania, niekoniecznie jednak znacząco redukując podaż. Większość dóbr konsumpcyjnych zachowuje się odwrotnie – podatki nakładane na pracę lub konsumpcję, zmniejszając ich opłacalność, zmniejszają podaż. W przypadku takich dóbr, przedsiębiorca może przenieść ciężar takich podatków z siebie na pracowników i konsumentów. W przypadku LVT to zjawisko jest ograniczone, i jeśli dochód jaki tworzy pozwala obniżyć w zamian inne, mniej efektywne podatki, może doprowadzić do relatywnego zwiększenia ogólnej aktywności gospodarczej, w postaci prywatnych i publicznych inwestycji. Pośrednio, dzięki temu wzrostowi, może w konsekwencji częściowo przywrócić wyższą wartość ziemi.
Podatek od wartości gruntu może zmniejszyć aktywność stref gospodarki obsługujących posiadaczy rent z gruntu. W niektórych krajach, 80% wszelkiej aktywności bankowej to udostępnianie kredytów hipotecznych. Negatywnym efektem LVT może być zmniejszony popyt na taki kapitał i mniejsze dochody bankowości.

### Wykorzystanie ziemi
Większa dostępność nieruchomości zmniejsza ich ceny. Przesunięcie ciężaru podatkowego na grunty zachęca do inwestycji na niewykorzystanych terenach i obniża ich koszty. Tej postaci większa intensywność wykorzystania zasobów gruntowych przeciwdziała również eksurbanizacji. Jeśli LVT jest znaczącym źródłem dochodów samorządu, zachęca on planistów miejskich do tworzenia planów zagospodarowania miejscowego o wysokiej efektywności ekonomicznej. Wpływ ograniczeń planistycznych i rynkowych w efektywnym wykorzystaniu ziemi w miastach jest określana w analizach ekonomicznych jako bardzo istotna dla gospodarki czy cen mieszkań.

### Pobór
LVT jest mało podatny na uchylanie się od płacenia podatków, ponieważ jest przypisany do geograficznie określonych działek ziemi, których nie da się tak jak kapitału ukryć bądź przemieścić, np. do raju podatkowego.

## Etyka
Powierzchnia ziemi jest ograniczonym zasobem naturalnym. Grunt sam w sobie z zasady nie zawdzięcza swojej wartości działaniom właściciela na jego obszarze (w przypadku LVT mówimy o surowym ad valorem z pominięciem dokonanych na działce inwestycji), i w całości wynika z efektów zewnętrznych sąsiedztwa.

### Religia
Argumenty zwolenników LVT o podłożu religijnym odnoszą się do treści religijnych przedstawiających ziemię jak dar Boga dla całej ludzkości. Ponadto religia ta zakłada, że władza państwowa ma prawo do zarządzania i nakładania podatków na prawo własności, kierując się zasadami dobra wspólnego. Na przykład Kościół Rzymskokatolicki głosi w doktrynie o uniwersalnym przeznaczeniu dobra (Populorum progressio):

Wiadomo wszystkim, jak dobitnie przedstawiali Ojcowie Kościoła obowiązki ludzi bogatych względem będących w potrzebie: Nie z twojego dajesz ubogiemu – mówi święty Ambroży – ale oddajesz mu to, co jest jego. Sam używasz tego, co jest wspólne, dane na użytek wszystkich. Ziemia należy do wszystkich, nie do bogatych. Słowa te stwierdzają, że własność prywatna nie daje nikomu takiego prawa, które byłoby najwyższe i nie podlegałoby żadnym ograniczeniom. Nikomu nie wolno dóbr zbywających zatrzymywać jedynie dla prywatnej korzyści, podczas gdy innym brakuje tego, co konieczne do życia. Jednym słowem według tradycyjnej nauki Ojców kościoła i znakomitych teologów nigdy nie można używać prawa własności ze szkodą dla dobra wspólnego. Jeżeliby zaś prawa nabyte i zasadnicze potrzeby społeczności znalazły się w konflikcie ze sobą, władza publiczna ma obowiązek starać się te zagadnienia rozwiązać przy współpracy obywateli i grup społecznych

### Sprawiedliwość
LVT obejmuje wartość gruntu wynikającą z korzyści płynących z otoczenia, takich jak dobre skomunikowanie i dostępność usług publicznych. LVT jest wprowadzeniem w życie zasady finansów publicznych zwaną przechwytywaniem wartości.
Udane działania publiczne zwiększają wartość objętych nimi terenów, i dochody z LVT. Według etycznego argumentu, koszt tych ulepszeń powinni ponosić właściciele, których majątek w efekcie wzrósł nie z ich zasługi. W ten sposób podatek od wartości gruntu przechwytuje społeczną wartość dodaną, pozwalając obniżyć podatki od wartości tworzonych prywatnie.
LVT jest z natury podatkiem progresywnym, w którym bardziej zamożne osoby ponoszą większy ciężar. Posiadanie ziemi jest skorelowane z dochodami. Dzięki temu że trudno przenieść lub uciec przed ciężarem takiego podatku, jest on efektywnym sposobem zmniejszania nierówności ekonomicznych, ponadto zniechęca do marnowania ziemi, i ogranicza zagrożenie bańkami spekulacyjnymi na rynku nieruchomości.

## Historia

### Starożytność
Opodatkowanie gruntów pojawiło się już w starożytności, w czasach rozwoju społeczeństw rolniczych. Pierwotnie podstawą zbliżonych rozwiązań była wydajność rolna ziemi. Podatki tego typu polegały na oddawaniu do skarbca państwowego części plonów w okresie dorocznych zbiorów.
Poeci wedyjscy w starożytnych Indiach pisali, że ziemia powinna być własnością wspólną, i że grunty nieuprawiane powinny być opodatkowane tak samo jak tereny produktywne. „Ziemia (...) jest wspólna dla wszystkich bytów cieszących się owocami swojej pracy; należy (...) do wszystkich w tym samym stopniu”; dlatego „kawałek powinien pozostać dla każdego”. Apastamba pisał „Jeśli jakaś osoba posiadająca ziemię nie wykorzystuje jej, i nie zbiera żadnych płodów, powinna, jeśli jest zamożna, mimo to płacić według tego, ile mogłaby z niej zebrać”.
W czasach Średniowiecza na Zachodzie, pierwszy stały system podatków ziemskich był oparty na jednostce zwanej hide. Pierwotnie odpowiadała powierzchni ziemi wystarczającej do utrzymania jednego gospodarstwa.
Chiński filozof Mencjusz (ok. 300 p.n.e.) postulował, aby zastąpić inne podatki i cła publiczną daniną z powierzchni miejskich gruntów: „Na rynkach, należy pobierać rentę od ziemi, zamiast podatku od dóbr.”

### Fizjokratyzm

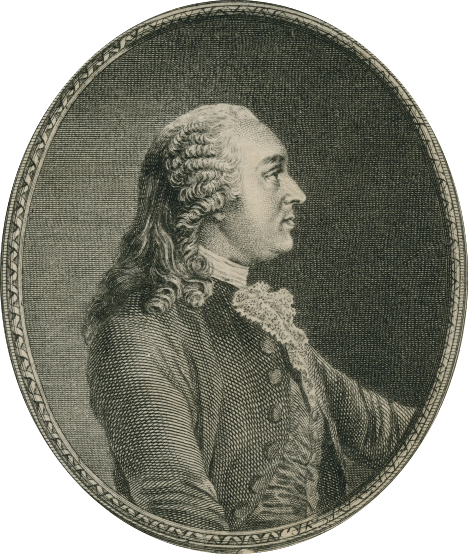
Anne-Robert-Jacques Turgot

Fizjokraci byli grupą ekonomistów w XVIII wieku we Francji, głoszących pogląd że bogactwo narodów płynie z wartości pracy, ziemi i rolnictwa. Fizjokratyzm jest jedną z pierwszych szkół ekonomii wczesnej nowożytności. Jego przedstawiciele byli zwolennikami zlikwidowania wszystkich podatków, całkowicie wolnego handlu, i pojedynczego podatku od ziemi. Najbardziej znanymi postaciami tego nurtu był Anne-Robert-Jacques Turgot (1727–1781) i François Quesnay (1694–1774). Ich działalność miała wpływ na ówczesnych władców, takich jak Charles Alexandre de Calonne, oraz późniejszych filozofów geolibertariańskich w USA.

### Amerykańscy radykałowie
Jeden z przedstawicieli ruchu Radykałów, Thomas Paine napisał w pamflecie Agrarian Justice, że wszyscy obywatele powinni otrzymywać publiczną dywidendę w wieku 21 lat, „jako częściowy zwrot za stracone naturalne dziedzictwo po wprowadzeniu systemu własności ziemskiej”. „Ludzie nie stworzyli ziemi. Jedynie inwestycje, jakie znajdują się na jej powierzchni, stanowią własność prywatną. Każdy posiadacz ziemski jest winien społeczeństwu rentę za grunt, jaki zajmuje.” Propozycja ta zainspirowała pomysł dywidendy obywatelskiej, jaką postulował następnie Geolibertarianizm. Thomas Spence przedstawił podobny pomysł, w którym równa, mniejsza dywidenda byłaby wypłacana każdemu obywatelowi co roku.

### Ekonomia klasyczna
Adam Smith, w swojej książce Badania nad naturą i przyczynami bogactwa narodów z 1776 r., przeprowadził pierwszą systematyczną analizę ekonomicznych efektów podatku od wartości ziemi, dowodząc, że rozwiązanie to nie wywarłoby szkody gospodarce i nie doprowadziło do wzrostu rent z ziemi.

### Georgizm

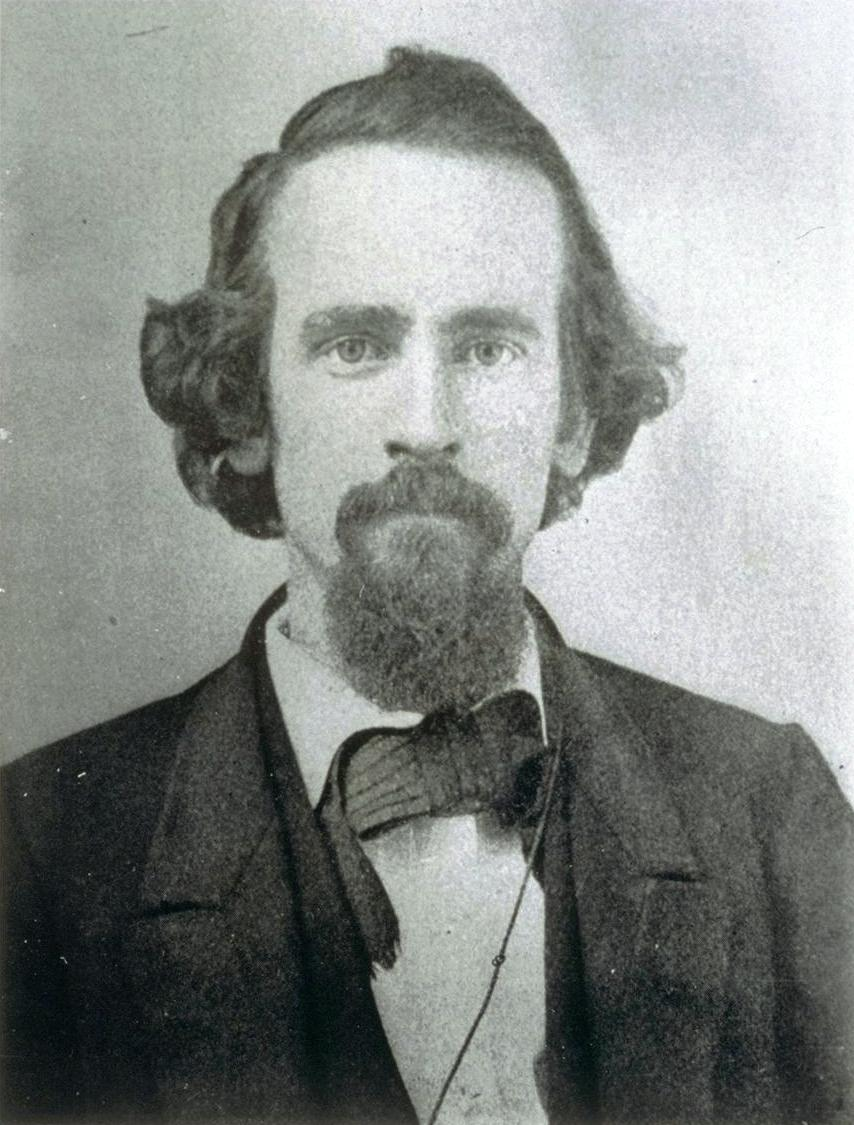
Henry George w 1865 r.

Henry George (1839-1897) był głównym popularyzatorem idei wprowadzenia LVT. Jako ekonomista, polityk i dziennikarz, nawoływał do zastąpienia pozostałych podatków pojedynczą daniną od ziemi. Opublikowana przez niego w 1879 r. bestsellerowa książka Postęp i nędza wywarła znaczący wpływ na popularność tej koncepcji w Stanach Zjednoczonych, i innych krajach, m.in. w Danii, gdzie uchwalono tego typu podatek o nazwie grundskyld.

### Okres Meiji w Japonii
Po odwilży polityki izolacji w roku 1868, i początku okresu Meiji w Japonii, jedną z ważnych reform było wprowadzenie podatku od gruntu od 1873. Pomimo początkowych oporów i trudności w wycenie ziemi, po roku 1880 przyczynił się on do gwałtownej industrializacji kraju.

### Partia Liberalna i Pracy w Wielkiej Brytanii
W Wielkiej Brytanii początku XX wieku, LVT był ważną częścią programu Partii Liberalnej: David Lloyd George i H. H. Asquith postulowali „wyzwolenie ziemi, która do dziś jest skuta okowami feudalizmu”. Innym zwolennikiem tego pomysłu był na początku kariery Winston Churchill. Współczesna Partia Liberalna pozostaje zwolennikami opodatkowania ziemi na poziomie samorządów, podobnie jak Partia Zielonych Anglii i Walii i Szkocka Partia Zielonych.
Próba wprowadzenia LVT do budżetu miały miejsce w 1931 ze strony Partii Pracy, jednak kolejny rząd Partii Konserwatywnej wycofał tę zmianę.
Samorząd hrabstwa County of London pod kierunkiem Herbert Morrison podjął nieudaną próbę uchwalenia LVT w kadencji 1938-9, pod nazwą London Rating (Site Values) Bill. Prawo to opisywało szczegółową metodologię implementacji corocznej wyceny gruntów.
Po 1945 r. Partia Pracy uchwaliła ściąganie „daniny inwestycyjnej” (development value), jednak prawo cofnięto kiedy partia została odsunięta od władzy w 1951 r.
W ostatnich latach przywódcy Partii Pracy postulowali wprowadzenie LVT, m.in. Andy Burnham w kampanii w 2010 r., aktualny przewodniczący partii, Jeremy Corbyn, i Przewodniczący Gabinetu Cieni John McDonnell. W 2011 r., rząd brytyjski zlecił zespołowi ekonomistów, pod kierunkiem Jamesa Mirrleesa, analizę istniejących systemów podatkowego i wysunięcie naukowych propozycji reform. Pośród rekomendacji zawartych w raporcie podsumowujących prace tej grupy znajduje się dalsze, szczegółowe badanie możliwości wprowadzenia podatku od wartości ziemi. Ze względu na szeroki charakter zmian wprowadzanych przez to rozwiązanie, zwracał uwagę na konieczność wprowadzania go stopniowo. Podobne wnioski wysuwał wcześniejszy raport rządowy zespołu Kate Barker.

### Ekonomia współczesna
Alfred Marshall proponował wprowadzenie „podatku od świeżego powietrza” (fresh air rate), którego podstawą miała być wartość ziemi miejskiej, na którą ma wpływ koncentracja populacji. Przeznaczeniem tego dochodu miało być finansowanie i utrzymanie parków w mocno zurbanizowanych obszarach. Idea ta wywarła duży wpływ na poglądy ucznia tego ekonomisty, Arthura Pigou, autora koncepcji opodatkowania negatywnych efektów zewnętrznych (podatków Pigou).
Paul Samuelson popierał LVT. „W idealnym społeczeństwie, niezbędne jest opodatkowanie ziemi, jako metoda maksymalizacji dostępności czynników produkcji dla społeczeństwa. (...) Renty z ziemi mają naturę nadwyżki, którą można silnie opodatkować bez zakłócania zachęt do produktywności lub wydajności. Podatek od ziemi można nazwać użytecznym podatkiem od nadwyżki z gruntów.”
Milton Friedman stwierdził: „W pewnym sensie wszystkie podatki szkodzą wolnej przedsiębiorczości – a jednak są potrzebne... Pytanie brzmi zatem: jaki rodzaj podatków jest najmniej szkodliwy? Moim zdaniem najmniej złym podatkiem jest podatek od wartości gruntu, zaproponowany wiele lat temu przez Henry’ego George’a.”
Michael Hudson był zwolennikiem opodatkowania rent, w szczególności z ziemi. „(...) politycznie, opodatkowanie rent ekonomicznych stało się tematem tabu w dobie neoliberalnej globalizacji. To coś, czego posiadacze ziemscy i rentierzy obawiają się najbardziej, jako że ziemia, zasoby naturalne i podobne naturalne monopole znacząco przerastają wartością kapitał przemysłowy. To, co myląco figuruje w statystykach jako dochód, po dokładniejszej analizie okazuje się ricardiańską, ekonomiczną rentą”.
Noblista Paul Krugman zgadza się, że podatek od ziemi jest efektywny ekonomicznie, jednak oponuje przed koncepcją zastąpienia nim innych podatków, ponieważ nie wystarczy on jego zdaniem do finansowania współczesnego państwa dobrobytu. „Wierzcie lub nie, modele ekonomii urbanistycznej faktycznie sugerują, że podatek georgistowski byłby właściwym źródłem dochodu dla miast. Chcę tylko zaznaczyć: Nie sądzę, żeby ten dochód wystarczył na finansowanie całego współczesnego państwa dobrobytu.”
Noblista Joseph E. Stiglitz powiedział, „Henry George nie tylko miał rację, że podatek od ziemi nie jest ekonomicznie zniekształcający, ale w modelowym społeczeństwie (...) taki podatek przynosi akurat tyle dochodu, ile potrzeba, aby sfinansować optymalny poziom wydatków publicznych.”
Redakcja gazety The Economist kilkukrotnie zabierała głos pochwalający podatek od wartości ziemi, i rozważający przyczyny, dla których nie jest on częściej stosowany. Podatek ten rekomendowały publikacje Międzynarodowego Funduszu Walutowego oraz Organizacji Współpracy Gospodarczej i Rozwoju.

### Kanada
Podatki od wartości ziemi stosowano powszechnie w zachodnich prowincjach Kanady na początku XX wieku. W 1910 roku pod administracją burmistrza Louisa D. Taylora budżet miasta Vancouver był finansowany w całości przez LVT. Gary B. Nixon (2000) stwierdził, że stawki tego podatku na poziomie poniżej 2% były za niskie, aby w pełni zapobiec, ale złagodziły kryzys na rynku nieruchomości w 1913 roku.

## XXI wiek

### W obowiązujących systemach podatkowych
Podatki od wartości gruntu są wykorzystywane w wielu współczesnych systemach podatkowych.

#### Australia
Rządowy raport Henry’ego zarekomendował w roku 2010 zastąpienie podatku od obrotu nieruchomościami LVT. Raport proponuje zróżnicowane stawki zależne od przeznaczenia ziemi, m.in. tereny rolnicze objęte byłyby wyłączeniem z podatku. System ten przyjęto w tej postaci w Australijskim Terytorium Stołecznym, z założeniem że obniżanie podatku od nieruchomości i podwyższanie stawek LVT będzie rozłożone na następnych dwadzieścia lat.
Stan Nowa Południowa Walia wprowadził lokalny LVT, z którego wyłączono tereny rolne i główne miejsce zamieszkania, oraz przyjęto zwolnienie poniżej określonego progu.
LVT jest ponadto stosowany na poziomie miast m.in. w Sydney i Canberze.
Podatki od nieruchomości stanowią ogólnie 4,5% ogólnego dochodu podatkowego w Australii.

#### Rosja
W czasie transformacji ustrojowej po rozpadzie Związku Radzieckiego, grupa ekonomistów, m.in. czterech noblistów (Franco Modigliani, Robert Solow, James Tobin i William Vickrey), skierowała list otwarty do prezydenta Gorbaczowa, zalecając wykorzystanie LVT w konstrukcji nowego systemu podatkowego. Podatek taki został wprowadzony ze stawkami ustalanymi na poziomie samorządów, maksymalnie do 0,3%, m.in. dla stref mieszkalnych, i rolniczych, oraz do 1,5% dla innego przeznaczenia. Zdaniem części badaczy, elastyczność tego prawa była zbyt duża, by podatek skutecznie realizował cele społeczne i zmniejszał nierówności.

#### Stany Zjednoczone
Powszechnie stosowane podatki od nieruchomości uwzględniają wartość ziemi, która z reguły jest dokładnie i osobno szacowana. Tak więc LVT de facto obowiązuje w wielu jurysdykcjach. W szczególności wiele miast w stanie Pensylwania przyjęło wyższą stawkę dla samej wartości ziemi, zmniejszając daniny od nieruchomości i innych ulepszeń gruntu.
U schyłku XIX wieku zwolennicy filozofii Henry’ego George’a założyło kolonię pojedynczego podatku w Fairhope w stanie Alabama. Kolonia ta nadal istnieje, jako organizacja non-profit, podlega jednak jako całość również normalnym ogólnostanowym podatkom.

#### Hongkong
W Hongkongu obowiązuje LVT, dla działek zarejestrowanych w wybranych terytoriach po roku 1985, ze stawką 3%.

#### Inne regiony
Klasyczny LVT jest stosowany również na Tajwanie, w Singapurze i Estonii. Obowiązywał także w regionie Mexicali w Meksyku.

## Stawki podatku
| Państwo | Średnia stawka | Najniższa stawka | Najwyższa stawka | Rok  | Nazwa lokalna                      | Uwagi                                                                             |
| ------- | -------------- | ---------------- | ---------------- | ---- | ---------------------------------- | --------------------------------------------------------------------------------- |
| Dania   | 2,627%         | 1,6%             | 3,4%             | 2013 | grundskyldspromille / ejendomsskat | Dokładna stawka podatku jest ustalana przez samorząd lokalny, w zakresie 1,6–3,4% |